# Bitwa pod Karánsebes
Niektóre z zamieszczonych tu informacji od 2025-06 wymagają weryfikacji.
Dokładniejsze informacje o tym, co należy poprawić, być może znajdują się w dyskusji tego artykułu.
 Po wyeliminowaniu niedoskonałości należy usunąć szablon {{Dopracować}} z tego artykułu.
Bitwa pod Karánsebes – domniemane zdarzenie mające miejsce prawdopodobnie 17 września 1788 podczas VIII wojny austriacko-tureckiej (1787–1791), pod miastem Karánsebes w Banacie (tur. Karánşebeş/Şebeş, współcześnie Caransebeș w Rumunii).
Z uwagi na pojawienie się wzmianek o starciu dopiero w 40 lat później, pojawiają się opinie historyków, kwestionujące wielkość odniesionych strat, jak i sam fakt zaistnienia takiego zdarzenia.

## Geneza
Od roku 1787 toczyła się wojna pomiędzy Rosją i Turcją. Będący w sojuszu z Katarzyną II władca Świętego Cesarstwa Rzymskiego Józef II Habsburg postanowił wykorzystać tę sytuację i dokonać rozbioru Imperium Osmańskiego, zdając sobie sprawę ze słabości państwa Abdülhamida I. Do swego kanclerza, księcia Kaunitza napisał: „Doniesiono mi, że Wysoka Porta wypowiedziała wojnę mojej sojuszniczce carycy. Zgodnie z traktatami zawartymi pomiędzy Rosją a nami, jestem zobligowany pomóc Cesarzowej. Nakazuję panu powiadomić Wysoką Portę, że Austria i Turcja są w stanie wojny.” (Briefe von Joseph II an Fürst Kaunitz, 1788).

## Siły stron
Cesarz zgromadził ogromną armię. W sześciu korpusach było łącznie 245 tysięcy ludzi z 36 tysiącami koni. Pod jego osobistym dowództwem znajdowała się główna armia licząca 125 tysięcy żołnierzy i 22 tysiące koni. Artyleria miała do dyspozycji 898 dział, a prowiantura dla wykarmienia armii dysponowała 800 tonami mąki i 200 wołami rzeźnymi dziennie. Komenda była niemiecka, a w jej skład oprócz Austriaków wchodzili także: Serbowie, Węgrzy, Chorwaci, Słoweńcy, Włosi, Czesi oraz Polacy i Rusini z I zaboru w większości nieznający niemieckiego, a na dodatek skłóceni między sobą.
Turecki sułtan miał pod swoją komendą 100 tysięcy karnych, dobrze wyszkolonych ludzi podzielonych na dwa korpusy: większym, 70-tysięcznym dowodził wielki wezyr Jusuf Pasza, mniejszym seraskier Rumelii.

## Przebieg
Początkowo dowodzący osobiście żołnierzami Józef II planował zdobycie Belgradu, obsadzonego przez zaledwie 9 tysięcy Turków. Ostatecznie jednak plan ten zarzucono i podjęto marsz dalej na wschód.
W bezksiężycową noc 17 września 1788 kawaleria straży przedniej przeszła w okolicach miejscowości Karánsebes most na rzece Temesz i rozlokowała się obok obozu Wołochów. Tam kawalerzystów ugoszczono między innymi alkoholem, a ci postanowili kupić jego cały zapas, nie dzieląc się z nadchodzącą piechotą. Wywiązała się kłótnia pomiędzy oddziałami, zakończona strzelaniną i walką na szable. Piechurzy, chcąc zmusić kawalerzystów do odwrotu, zaczęli krzyczeć: Turci, Turci! Szeregi jednych i drugich ogarnęła panika.
Tymczasem na drugim brzegu rozlokowywały się główne siły Józefa II. Gdy wycofująca się w popłochu przez most kawaleria wpadła do obozu, uznano, że nadciągnęli Turcy i otworzono ogień artyleryjski. Wrażenie nagłego tureckiego ataku spotęgowali jeszcze żołnierze piechoty w całkowitym bezładzie biegnący za kawalerzystami.
Oficerowie zaczęli wykrzykiwać komendy. W bałaganie, jaki powstał, wydawane rozkazy Halt! Halt! (niem. Stać!) Słowianie – nie znając niemieckiego – wzięli za Allah! Allah! i rzucili się do ucieczki. Część oddziałów natomiast, widząc nieznane sobie mundury innych jednostek, otworzyła do nich bratobójczy ogień myśląc, że to rzeczywiście Turcy. Ostatecznie cała armia w panice wycofała się, a cesarz Józef z najwyższym trudem zdołał ocaleć, unikając stratowania, utonięcia i przypadkowej kuli.

## Skutki
Dwa dni później do Karánsebes wkroczył wielki wezyr ze swoją armią, nie napotykając żadnego oporu. Ku jego zdziwieniu, armii habsburskiej nie było nigdzie w pobliżu. Natomiast w okolicy mostu i na drugim brzegu znaleziono blisko 10 tysięcy poległych i rannych żołnierzy Józefa II, których wezyr kazał natychmiast pozbawić głów (za każdą była nagroda 10 dukatów).
W sumie przed i w trakcie „bitwy, której nie było” Józef II utracił około 44 tysięcy ludzi (33 tysiące zmarło przed bitwą w wyniku chorób i waśni między nacjami), sułtan natomiast odniósł największe zwycięstwo w czasie swojego panowania (1774–1789). Jedynie dzięki odwadze i poświęceniu regimentu kawalerii hrabiego Kinsky’ego armia Józefa II nie została starta w proch przez ścigających Turków.